# ولادیمیر وایس
ولادیمیر وایس (اسلواکی: Vladimír Weiss؛ زادهٔ ۲۲ سپتامبر ۱۹۶۴) بازیکن سابق و مربی فوتبال اهل اسلواکی است.
از باشگاه‌هایی که در آن بازی کرده‌است می‌توان به باشگاه فوتبال اسپارتا پراگ و باشگاه فوتبال داک ۱۹۰۴ دونایسکا استردا اشاره کرد.
وی همچنین در تیم‌های ملی فوتبال چکسلواکی و اسلواکی بازی کرده‌است.